# خانه اربابی کرکوند
خانه اربابی کرکوند مربوط به دوره قاجار است و در شهرستان مبارکه، شهر کرکوند واقع شده و این اثر در تاریخ ۷ خرداد ۱۳۸۷ با شمارهٔ ثبت ۲۲۹۳۶ به‌عنوان یکی از آثار ملی ایران به ثبت رسیده است.